# Нововодолазька центральна районна бібліотека
Нововодолазька центральна районна бібліотека — головна публічна бібліотека Нововодолазького району Харківської області. Очолює Нововодолазьку районну централізовану бібліотечну систему, що складається із 12 сільських бібліотек-філій. Розташована у смт Нова Водолага.

## Історія
У 1929 р. у Новій Водолазі була створена хата-читальня. Нововодолазька центральна районна бібліотека була створена у 1949 році, завідувачкою якої була Спиридонова Надія Костянтинівна.
З моменту створення і до 1961 року бібліотека три рази змінювала своє місцезнаходження.
Коли у 1961 році був збудований Нововодолазький районний Будинок культури для центральної районної бібліотеки було відведено три кімнати, загальною площею 114 м2.
у 1979 році була створена Нововодолазька централізована бібліотечна система, до складу якої увійшли 32 сільських, 2 міських та 1 дитяча бібліотека Нововодолазького району, методичним центром якої стала центральна районна бібліотека, на підставі рішення виконавчого комітету Нововодолазької районної ради депутатів від 27 липня 1977 року «Про переведення державних масових бібліотек на централізовану систему обслуговування населення книгою». Наказом Нововодолазького відділу культури № 36 п.5 від 02.08.1977 р. функції центральної бібліотеки були покладені на районну бібліотеку для дорослих, а дитяча, міські та сільські бібліотеки стали філіалами центральної районної бібліотеки.
Протягом 1981—2017 років Нововодолазьку централізовану бібліотечну систему очолювала Сучкова Людмила Іллівна.
У 2011 році Нововодолазька центральна районна бібліотека здобула перемогу у конкурсі програми «Бібліоміст». В рамках цього проекту центральна районна бібліотека отримала 3 комп'ютери з комплектуючими для своїх читачів.
У січні 2018 року відбулась передача 9 бібліотек із Нововодолазької ЦБС до КЗ «Публічна бібліотека» Нововодолазької селищної ради у зв'язку із створенням Нововодолазької ОТГ. У січні 2019 року ще 7 бібліотек із Нововодолазької ЦБС було передано до Старовірівської сільської ради, у зв'язку із утворенням Старовірівської ОТГ. Наразі Нововодолазька ЦБС складається із центральної районної бібліотеки та 12 бібліотек-філій.

## Структура
У Нововодолазькій центральній районній бібліотеці існують такі підрозділи:
- відділ обслуговування (абонемент, читальний зал, юнацький абонемент)
- відділ комплектування та обробки літератури
- Інтернет-центр

## Галерея

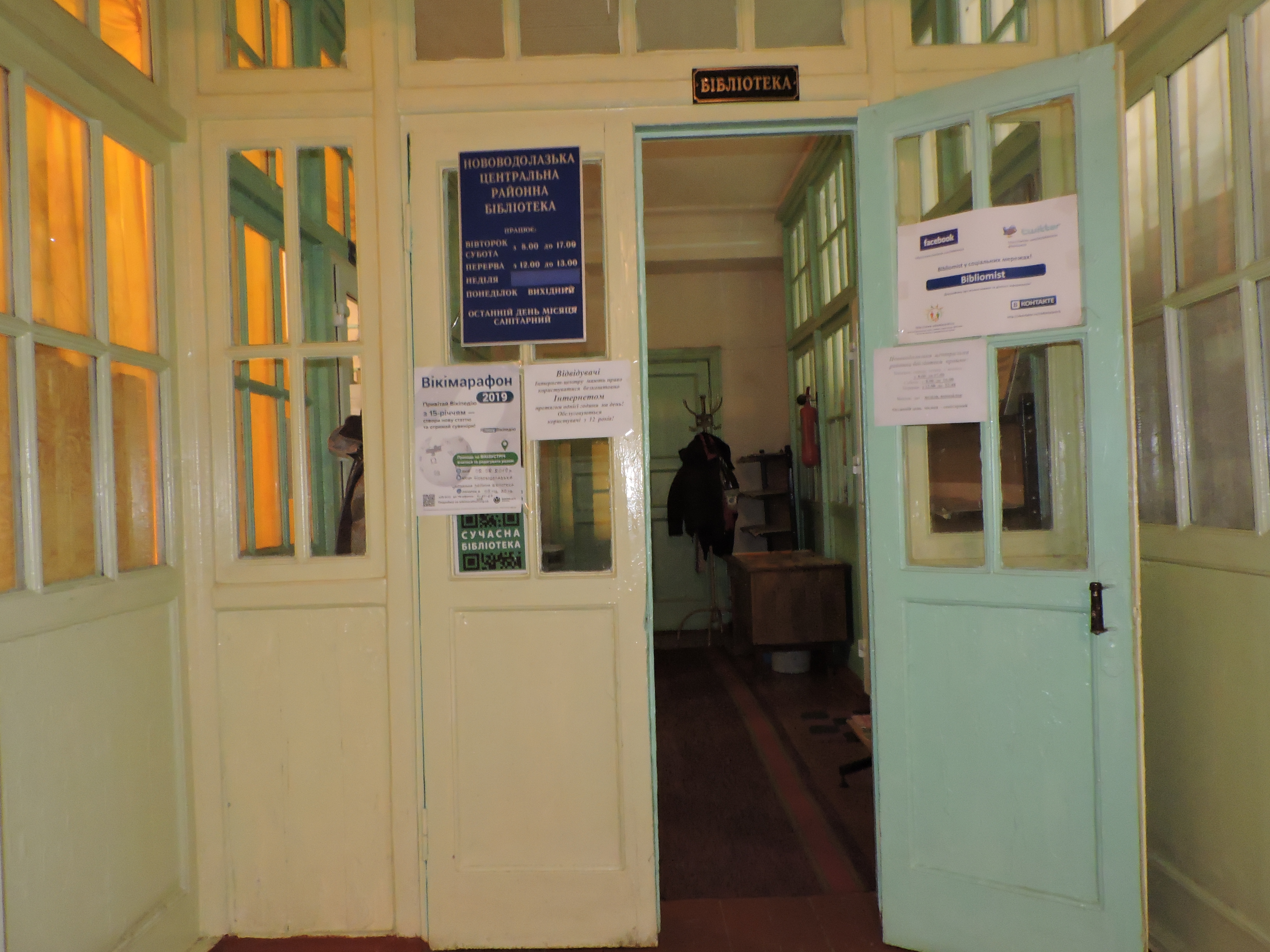
Вхід до бібліотеки
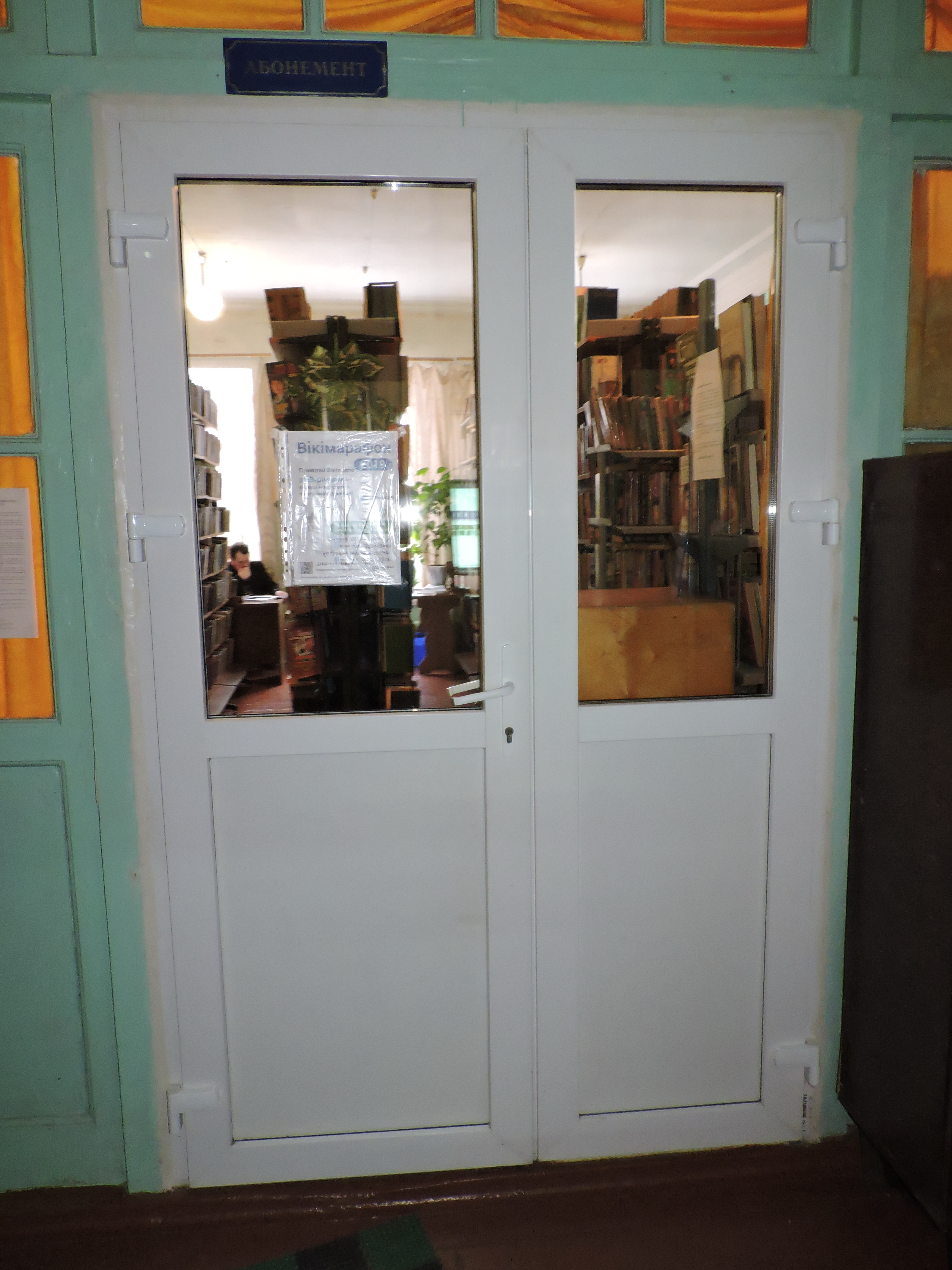
Абонемент
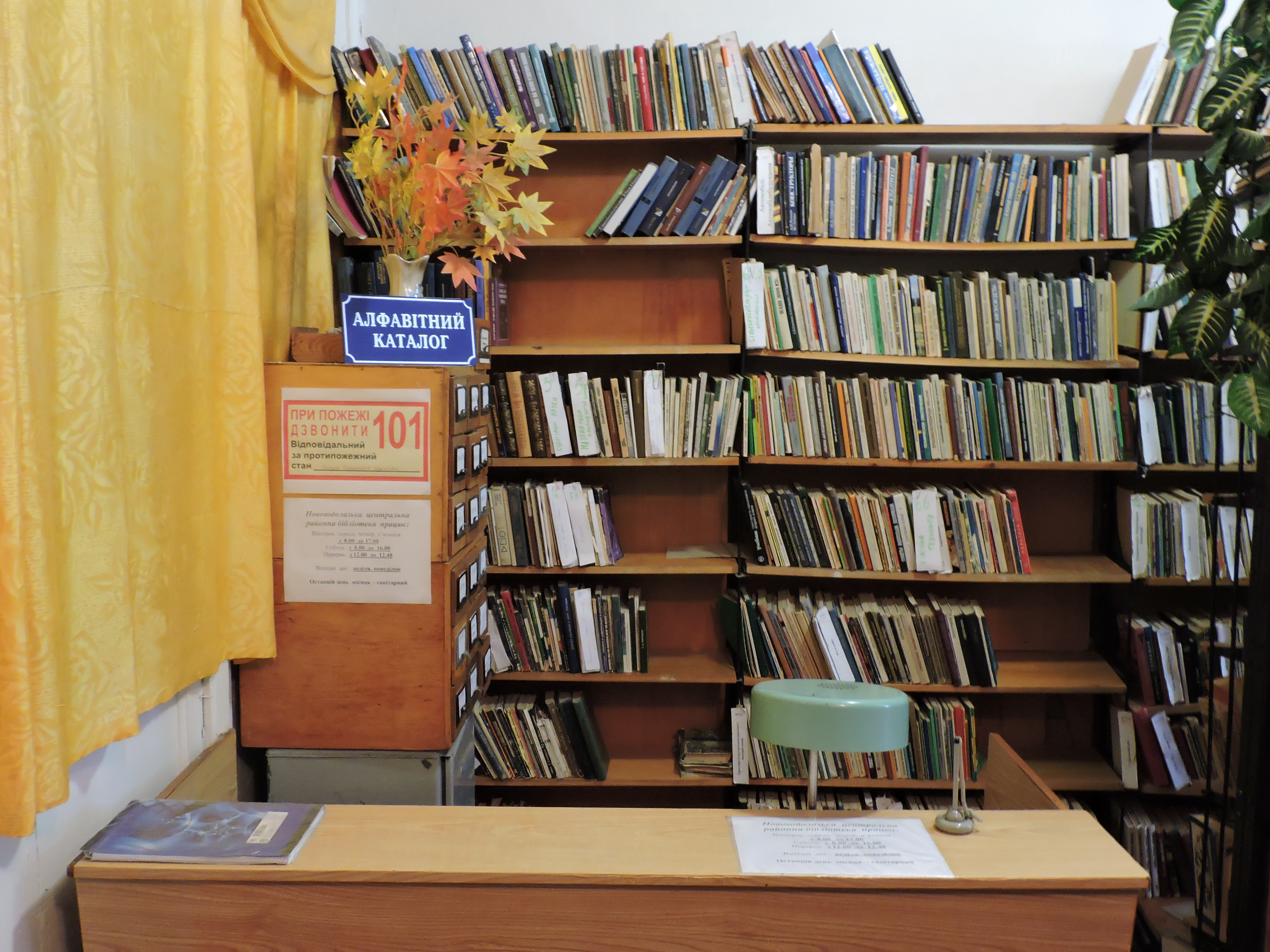
Абонемент
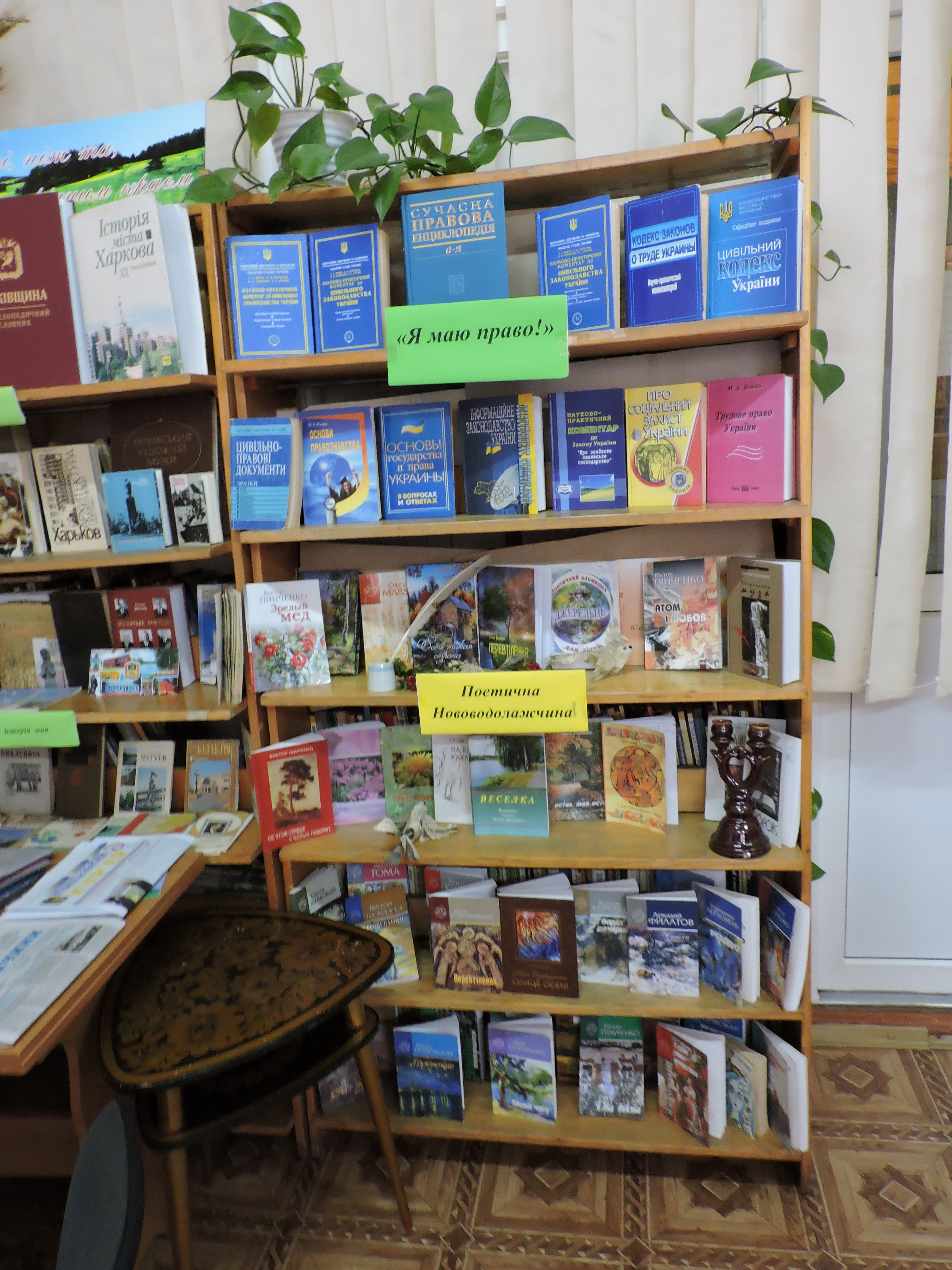
Одна з виставок у бібліотеці